# Josef Saier
Josef Saier (auch Joseph Saier, * 25. Februar 1874 in Kirchzarten; † 7. Februar 1955 in Ötigheim) war ein deutscher Pfarrer und Begründer der Volksschauspiele Ötigheim. Er verfasste auch ein heute noch regelmäßig aufgeführtes Passionsspiel für die Ötigheimer Freilichtbühne.

## Leben
Nach der Volksschule in Kirchzarten besuchte Saier ab 1886 das Berthold-Gymnasium in Freiburg. Nach dem Abitur 1894 studierte er katholische Theologie in Freiburg und St. Peter. Dort wurde er auch am 5. Juli 1898 zum Priester geweiht und trat danach Vikarstellen in Rastatt und Karlsruhe an. 1905 trat er seine erste und einzige Pfarrstelle im badischen Ötigheim an. Dort fand er schnell eine neue Heimat und identifizierte sich mit dem Dorf. Aus Sorge um die örtliche Jugend, die sich dem Dorfleben durch zunehmende Industriearbeit zu entfremden drohte, suchte Saier nach Freizeitbeschäftigungen, die den Jugendlichen Sinn und Halt geben und sie vom Herumlungern in Gasthäusern abhalten sollten.
Mit vielen Freiwilligen begründete er die Freilichtbühne Ötigheim, die 1906 erstmals bespielt wurde. Schon 1913 waren die von Saier initiierten Spiele unter freiem Himmel so bekannt geworden, dass die Bühne 100.000 Besucher in einem Sommer zählte.
Lange Jahre behielt Saier die Leitung der Volksschauspiele in seinen Händen, auch wenn er 1939 auf Drängen der nationalsozialistischen Machthaber die künstlerische Leitung abgeben musste, im Hintergrund aber dennoch weiter die führende Kraft blieb:

„Als Bühnenleiter kann ich ebenfalls nur einen Fachmann anerkennen, der die Mitgliedschaft der Reichstheaterkammer, Fachschaft Bühnen, Fachgruppe 1 besitzt. Ich kann einem Geistlichen, dessen Beruf ihm ganz andere Aufgaben zuweist, die ihm zu einer derartigen Nebentätigkeit keine Zeit lassen, niemals für das Künstlerische Verantwortlichkeit zubilligen.“

Die Leitung der Volksschauspiele behielt Saier auch nach dem Zweiten Weltkrieg bis 1953 in seinen Händen und übergab sie 1954 an Pfarrer Franz Häfner. Bis heute ist satzungsgemäß der jeweilige Ortspfarrer auch Vereinsvorsitzender der Volksschauspiele Ötigheim e. V.
Künstlerischer Anspruch und christliche Orientierung Saiers sind den Ötigheimer Volksschauspielen, wie sich der Betreiberverein der Freilichtbühne nennt, bis heute erhalten geblieben. Seit 1950 wird jeweils zu Beginn eines Jahrzehnts das von Saier geschriebene und 1948 uraufgeführte Passionsspiel gezeigt. Dieses Passionsspiel, das in einer Vorversion bereits 1925 und 1926 aufgeführt worden war, ist eine fünfstündige Inszenierung und lockte in der Premierenspielzeit 65.000 Zuschauer auf die Ötigheimer Bühne. 1950 drehte die Baden-Badener Ethos Film GmbH unter der Regie von Ernst Martin einen Dokumentarfilm über Saiers Werk, der jedoch nur in der Region Rastatt–Karlsruhe erfolgreich in den Kinos lief. Seine Uraufführung erlebte der Film am 16. Februar 1951.
Saiers Passion wurde auch auf anderen Bühnen adaptiert und aufgeführt, etwa in den 1950er und 1960er Jahren auf der Naturbühne Gräfinthal.

## Zitat
Saiers Motivation für sein Wirken lag immer in einem christlich-künstlerischen Anspruch begründet, der beinahe missionarisch wirkt. Sein Ausspruch „Die Bühne ist eine erweiterte Kanzel, das ist kein Theater, das ist ein Gottesdienst“ wurde zum geflügelten Wort in Ötigheim.

## Ehrungen
1910 wurde Saier Ehrenmitglied des Verbandes der Wissenschaftlichen Katholischen Studentenvereine Unitas. Am 5. Juli 1923 wurde er zum Ehrenbürger Ötigheims ernannt, 1948 erhielt er den Titel eines Ehrensenators der Universität Freiburg. In seinem Heimatdorf Kirchzarten wurde die Josef-Saier-Straße nach dem Pfarrer benannt. Auch eine Straße in Ötigheim trägt seinen Namen. 1953, im Jahre seiner Zurruhesetzung, erhielt er den Titel eines Päpstlichen Geheimkämmerers und wurde mit dem Bundesverdienstkreuz ausgezeichnet. Am 21. Februar 1954 wurde er zum Ehrenbürger Kirchzartens ernannt.
Im Dezember 1956, knapp zwei Jahre nach Saiers Tod, wurde in Ötigheim die Josef-Saier-Stiftung ins Leben gerufen. Vorsitzender der Stiftung war bis 2010 der ehemalige baden-württembergische Umweltminister Erwin Vetter, sein Nachfolger ist Landrat Jürgen Bäuerle.

## Weblink
- Literatur von und über Josef Saier im Katalog der Deutschen Nationalbibliothek